# سكوت مارتن (سياسي)
سكوت مارتن (بالإنجليزية: Scott Martin)‏ هو سياسي أمريكي، ولد في 28 ديسمبر 1971 في تلسا في الولايات المتحدة. حزبياً، نشط في الحزب الجمهوري. وقد انتخب عضو مجلس نواب أوكلاهوما.

## وصلات خارجية
- الموقع الرسمي